# Рахотеп
Рахотеп (егип. Rˁ-ḥtp «Ра умиротворён») — древнеегипетский царевич из IV династии. Вероятно, был сыном фараона Снофру от первой жены (хотя, по мнению Захи Хавасса, его отцом мог быть Хуни).

## Биография
Будучи царским сыном, Рахотеп в течение своей жизни занимал ряд важных должностей. Он был верховным жрецом Ра в Гелиополе (с особым титулом «великий смотрящий города Он»), правителем города Пе, командиром военного отряда и распорядителем снабжения. Носил почётный титул «сын царя, от плоти его».
Старшим братом Рахотепа был Нефермаат I, младшим — Ранефер. Рахотеп скончался в молодом возрасте ещё при жизни отца, поэтому следующим фараоном стал его сводный брат Хуфу.
После смерти Рахотеп был похоронен в одной из гробниц (мастабе 6) к северу от пирамиды в Мейдуме. Гробница царевича была открыта и изучена французским египтологом Огюстом Мариетом в 1871 году.

### Семья
Жену Рахотепа звали Нофрет (егип. Nfr.t,  что в переводе означает «красавица»). О её родителях ничего не известно, однако Нофрет имела благородное происхождение и носила почётный титул «знакомица царя». После смерти была похоронена в гробнице вместе со своим мужем. В мастабе для четы были приготовлены две погребальные камеры и два сердаба. Южный сердаб принадлежал Рахотепу, северный — Нофрет.
У супругов было шестеро детей: три сына (Джеди, Иту и Неферкау) и три дочери (Меререт, Неджемиб и Сетхтет). Их изображения сохранились в гробнице Рахотепа.

## Статуи Рахотепа и Нофрет
В мастабе 6 Мариет обнаружил парную известняковую статую четы. Впервые увидевшие её в тёмной камере рабочие испугались, поскольку прекрасно сохранившиеся расписные статуи глядели на них, как живые люди. Данные скульптуры относятся к одним из наиболее выдающихся образцов древнеегипетского искусства. В настоящий момент они выставлены в экспозиции Каирского музея.
Статуи изображают супружескую чету сидящей. Высота статуи Рахотепа составляет 121 см. Правая рука царевича согнута в локте и поднесена к левой стороне груди, к сердцу, где, согласно верованиям древних египтян, располагалось средоточие мудрости и чувственности; левая рука покоится на колене. На голове изображены коротко постриженные волосы, усы, глаза из белого кварцита обведены чёрной краской; на груди — подвеска с амулетом-сердцем иб.
Нофрет (статуя высотой 122 см) изображена со скрещенными на животе руками, в облегающем белом платье на широких бретельках по моде Древнего царства и белой накидке. На её голове объёмный парик-каре, украшенный лентой с растительным орнаментом, а настоящие волосы проглядывают снизу. Глаза выполнены в той же манере, что и у Рахотепа; на груди — широкий воротник усех.
На спинках сидений, по обеим сторонам от фигур, нанесены иероглифические надписи, в которых сообщаются имена супругов и перечисляются их титулы и должности.
Надпись слева от головы Рахотепа:

«Великий города Пе, распорядитель снабжения, распорядитель войска, командующий отрядом воинов, сын царя, плоти его, Рахотеп».

Надпись справа от головы Рахотепа:

«Великий смотрящий города Иуну один, великий празднества, плотник скипетра амес, старейшина совета один, великий города Шепентиу, сын царя, плоти его, Рахотеп».

Надписи на статуе Нофрет идентичны и означают:

«Знакомица царя, Нофрет».

## Галерея

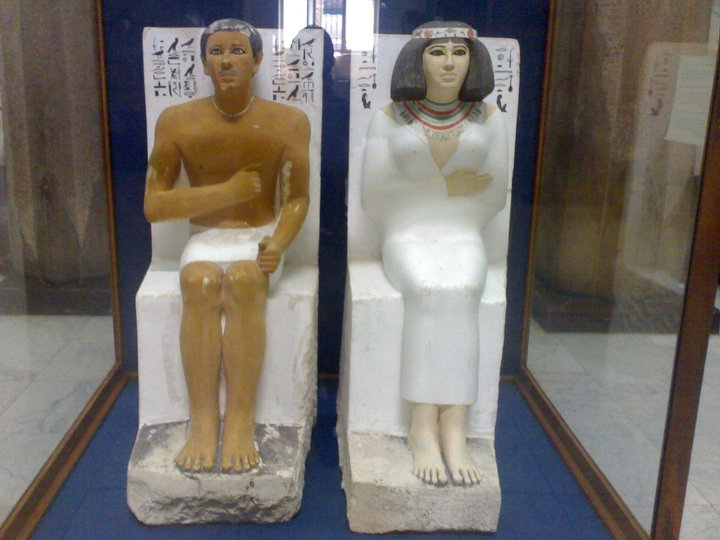
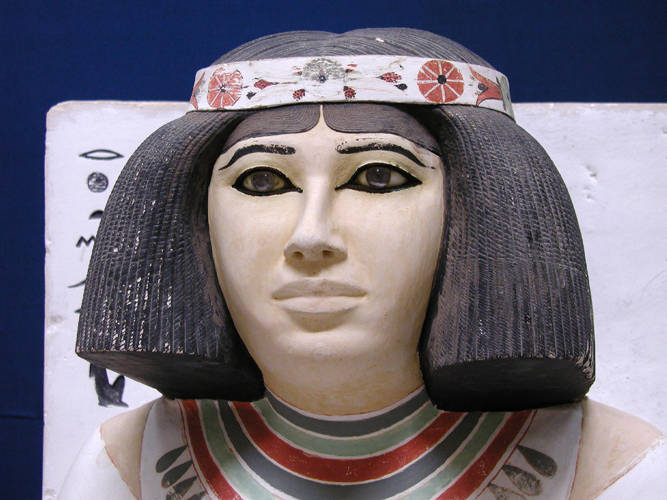
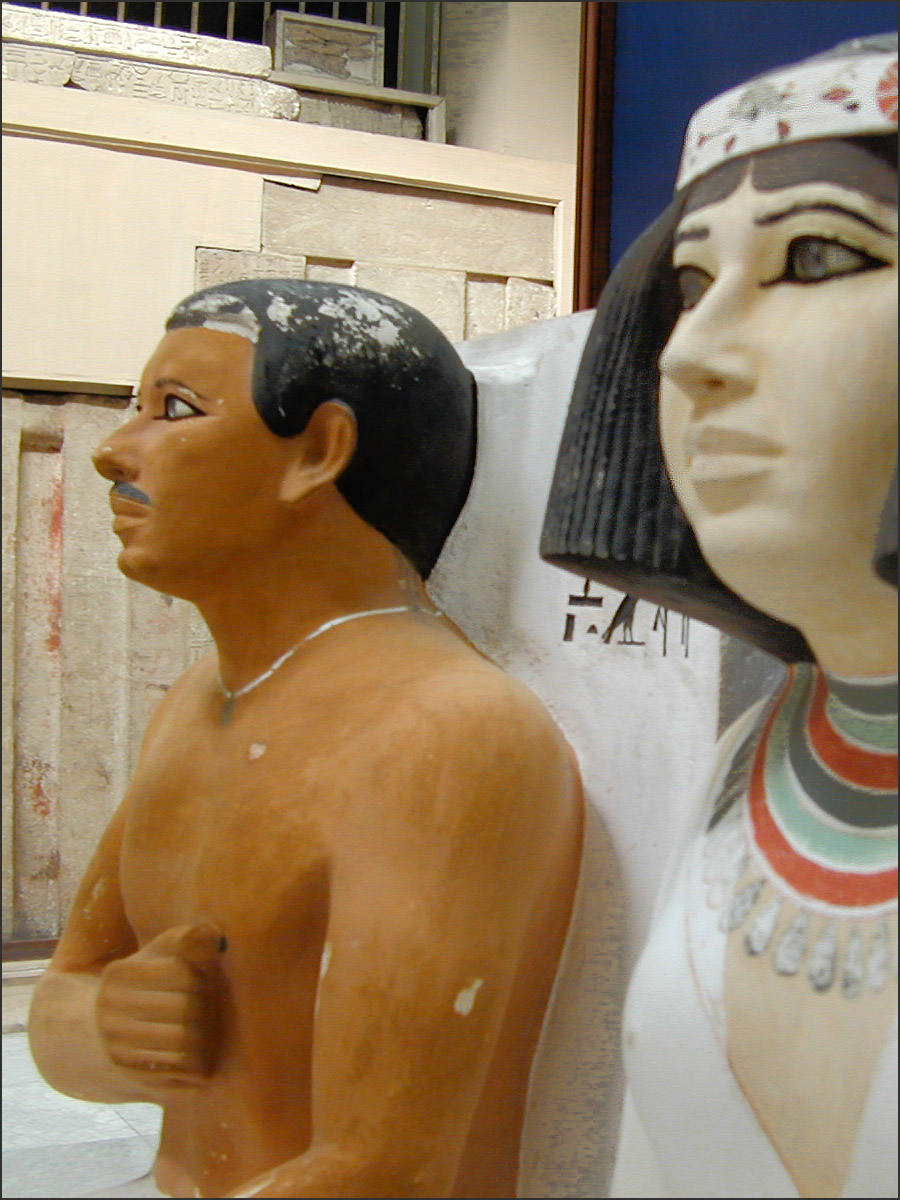
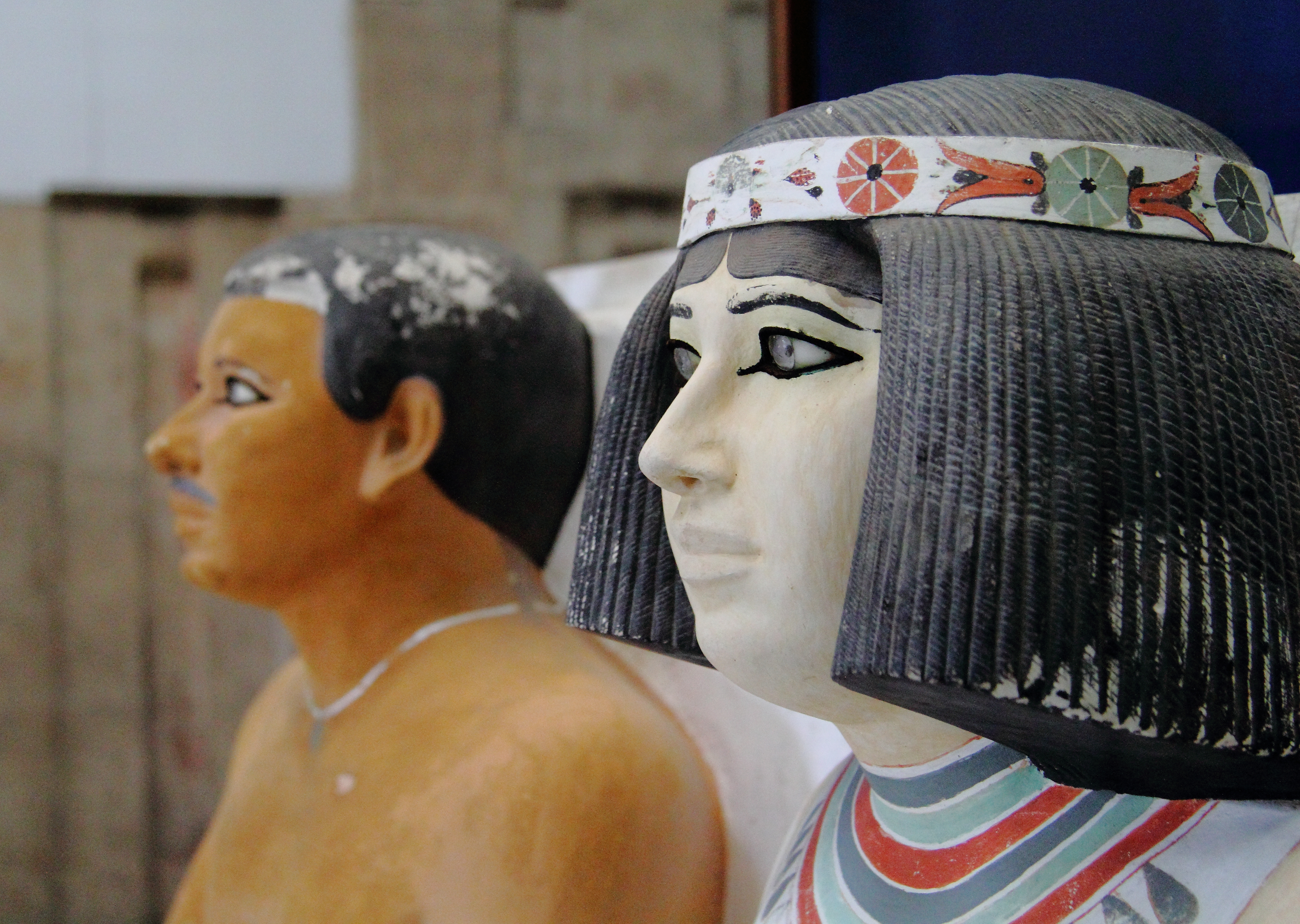